# Киниалон
Киниалон (английски.: Khinialon, лат.: Chinialus) е крал на племето на кутригурите в Патрия Оногурия от 540 г. до 551 г.
Наследен е от Синион (Sinnion).
През 551 г. 12 000 прабългари, под техния крал Киниалон (Chinialus), побеждават гепидите и отиват на Балканите.
Преди Киниалон са познати имената на двама утигури:
- Грод 520- 528 г. и
- Мугел 528- 530 г.